# CSI: Crime Scene Investigation (10.ª temporada)
A 10ª temporada de CSI foi exibida originalmente na CBS de 24 de setembro de 2009 a 20 de maio de 2010. O DVD oficial da temporada foi lançado em 28 de setembro de 2010. A atriz Jorja Fox retorna como Sara Sidle durante 16 episódios como convidada especial. 
A abertura desta temporada foi a mais cara da história da TV, custando cerca de 400 mil dólares. Na abertura, foi usado um efeito chamado Bullet time. Nesse efeito tudo e todos ficam "congelados" menos a câmera.
Esta é a primeira temporada em que David Berman e Liz Vassey aparecem nos créditos de abertura como David Phillips e Wendy Simms, respectivamente .

## Elenco presente
| Personagem        | Intérprete         | Elenco principal  | Elenco recorrente                      |
| ----------------- | ------------------ | ----------------- | -------------------------------------- |
| Raymond Langston  | Laurence Fishburne | Temporada inteira | —                                      |
| Catherine Willows | Marg Helgenberger  | Temporada inteira | —                                      |
| Nick Stokes       | George Eads        | Temporada inteira | —                                      |
| Greg Sanders      | Eric Szmanda       | Temporada inteira | —                                      |
| Albert Robbins    | Robert David Hall  | Temporada inteira | —                                      |
| David Hodges      | Wallace Langham    | Temporada inteira | —                                      |
| Wendy Simms       | Liz Vassey         | Temporada inteira | —                                      |
| David Phillips    | David Berman       | Temporada inteira | —                                      |
| Jim Brass         | Paul Guilfoyle     | Temporada inteira | —                                      |
| Sara Sidle        | Jorja Fox          | —                 | 15 episódios (como convidada especial) |

## Episódios
| # S | # T | Título                                               | Dirigido por      | Escrito por                                                                     | Exibição original      |
| --- | --- | ---------------------------------------------------- | ----------------- | ------------------------------------------------------------------------------- | ---------------------- |
| 207 | 1   | "Family Affair (Negócios de Família)"                | Kenneth Fink      | Story: Naren Shankar Teleplay: Bradley Thompson & David Weddle                  | 24 de setembro de 2009 |
| A 10º temporada se inicia com Riley Adams deixando a equipe que investiga a morte de uma jovem atriz que morre em um questionável acidente de trânsito. Enquanto isso, Sara Sidle faz uma visita inesperada ao laboratório e Ray investiga o perturbador trabalho do "Dr. Jekyll." |     |                                                      |                   |                                                                                 |                        |
| 208 | 2   | "Ghost Town (Cidade Fantasma)"                       | Alec Smight       | Story: Dustin Lee Abraham & Carol Mendelsohn Teleplay: Dustin Lee Abraham       | 1 de outubro de 2009   |
| O filho de um grande assassino é preso por suspeita de assassinato e a equipe CSI deve superar os seus preconceitos contra os antecedentes do rapaz para conseguir encontrar a verdade sobre o caso. |     |                                                      |                   |                                                                                 |                        |
| 209 | 3   | "Working Stiffs (Trabalhando Duro)"                  | Naren Shankar     | Naren Shankar                                                                   | 8 de outubro de 2009   |
| A equipe investiga o assassinato de Jason, um viciado em computadores problemático que trabalhava em um cassino e convenceu um colega, Paulie, a participar de um plano perigoso. |     |                                                      |                   |                                                                                 |                        |
| 210 | 4   | "Coup de Grace (Ato de Misericórdia)"                | Paris Barclay     | Story: David Rambo & Richard Catalani Teleplay: David Rambo                     | 15 de outubro de 2009  |
| Um policial mata outro policial, e os CSIs precisam determinar se o tiro foi acidental ou premeditado. A evidência sugere que a morte pode ter sido racista. |     |                                                      |                   |                                                                                 |                        |
| 211 | 5   | "Bloodsport (Esporte Sangrento)"                     | Jeffrey G. Hunt   | Allen MacDonald                                                                 | 29 de outubro de 2009  |
| Um treinador de futebol amado na faculdade é assassinado em sua casa, e toda sua equipe está sob suspeita no caso. O inquérito revela que a morte pode estar ligada a um crime anterior sem solução. |     |                                                      |                   |                                                                                 |                        |
| 212 | 6   | "Death & The Maiden (A Morte da Donzela)"            | Brad Tanenbaum    | Jacqueline Hoyt                                                                 | 5 de novembro de 2009  |
| Dois crimes aparentemente sem conexão, fazem parte de uma trama de vingança bizarra. |     |                                                      |                   |                                                                                 |                        |
| 213 | 7   | "The Lost Girls (As Garotas Perdidas)"               | Alec Smight       | David Weddle & Bradley Thompson                                                 | 12 de novembro de 2009 |
| A investigação sobre traficantes de órgãos humanos continua, mas agora, é uma corrida contra o relógio. A trilogia começou em CSI: Miami e depois passou por CSI: NY. |     |                                                      |                   |                                                                                 |                        |
| 214 | 8   | "Lover's Lanes (Pistas do Amor)"                     | Andrew Bernstein  | Dustin Lee Abraham                                                              | 19 de novembro de 2009 |
| Os CSIs investigam um assassinato em um clube de boliche após uma evidência importante ser revelada depois de um torneio. |     |                                                      |                   |                                                                                 |                        |
| 215 | 9   | "Appendicitement (Apêndice)"                         | Kenneth Fink      | Evan Dunsky                                                                     | 10 de dezembro de 2009 |
| É lua cheia, e os loucos estão soltos. Dois membros da equipe "abduzem" Henry para comemorar seu aniversário em um restaurante, sem saber que o local foi fechado há vários meses por problemas com a Vigilância Sanitária. Mas a descoberta guarda ainda mais surpresas - o que inclui um cadáver com um guaxinim preso em seu rosto. |     |                                                      |                   |                                                                                 |                        |
| 216 | 10  | "Better Off Dead (O Melhor da Morte)"                | Jeffrey G. Hunt   | Story: Richard Catalani & Tom Mularz Teleplay: Corinne Marrinan & Tom Mularz    | 17 de dezembro de 2009 |
| Um tiroteio em uma loja de arma pode estar ligada à morte de uma jovem que se envolveu em um pacto de suicídio. Sara confronta Catherine tentando descobrir se ela e o Detetive Vartann estão tendo um caso. |     |                                                      |                   |                                                                                 |                        |
| 217 | 11  | "Sin City Blue (O Pecado da Cidade Azul)"            | Louis Shaw Milito | Story: Daniel Steck Teleplay: David Rambo & Jacqueline Hoyt                     | 14 de janeiro de 2010  |
| Duas belas mulheres são assassinadas em um hotel de Las Vegas e os CSIs descobrem um assassino incomum durante sua investigação. Enquanto isso, Langston continua a caçar "Dr. Jekyll". |     |                                                      |                   |                                                                                 |                        |
| 218 | 12  | "Long Ball (Bola Longa)"                             | Alec Smight       | Christopher Barbour                                                             | 21 de janeiro de 2010  |
| Um profissional de golfe lendário é assassinado durante um torneio de alto nível. Os golfistas Natalie Gulbis, Rocco Mediate, Gary McCord e Duffy Waldorf aparecem como eles mesmos, assim como o ex-jogador David Feherty e o cabeleireiro e estrela de reality show Jonathan Antin (de Blow Out). |     |                                                      |                   |                                                                                 |                        |
| 219 | 13  | "Internal Combustion (Combustão Interna)"            | Brad Tanenbaum    | Jennifer N. Levin                                                               | 4 de fevereiro de 2010 |
| Os CSIs investigam a morte de dois estudantes do ensino médio envolvidos em corridas de rua ilegais. Comentários Estrelas Samantha Droke e Scout Taylor-Compton. |     |                                                      |                   |                                                                                 |                        |
| 220 | 14  | "Unshockable (Incapaz)"                              | Kenneth Fink      | Michael Frost Beckner                                                           | 4 de março de 2010     |
| O baixista de uma banda de música country é eletrocutado durante um concerto, que se recupera com perda parcial da memória e tem gostos e opiniões diferentes, para a perplexidade dos CSIs que investigam possíveis sabotagens. Enquanto isso, um homem em decomposição é retirado do lago Mead, levando os CSIs à mundo de conspiração governamental. Participações especiais: Membros da banda country Rascal Flatts e Will Patton (de 24 Horas) como agente da CIA Craig Halliday.                                   |     |                                                      |                   |                                                                                 |                        |
| 221 | 15  | "Neverland (Terra do Nunca)"                         | Alec Smight       | Tom Mularz                                                                      | 11 de março de 2010    |
| O corpo de um menino de 14 anos é encontrado em um campo e a investigação revela que a vítima tem sangue sob as unhas que corresponde a um assassino condenado que está na prisão por ter assassinado sua esposa. As exigências do homem encarcerado para ser liberado, alegando que alguém com sangue idêntico matou sua esposa, mas Ray acredita que o preso pode ter tido o sangue plantado na cena do crime para tentar obter a sua liberdade. Participações Especiais: Noah Gray-Cabey, Aidan Gould e Nathan Kress. |     |                                                      |                   |                                                                                 |                        |
| 222 | 16  | "The Panty Sniffer (O Pintor que Espirra)"           | Louis Shaw Milito | Story: Richard Catalani & Jacqueline Hoyt Teleplay: Jacqueline Hoyt             | 1 de abril de 2010     |
| Catherine e Vartann são colocados juntos num quarto de hotel por 24 horas, enquanto trabalham para pegar uma dupla fabricando drogas no quarto ao lado. Enquanto isso, Nick e Langston trabalham num caso que envolve um fetiche que virou um grande negócio em Las Vegas. |     |                                                      |                   |                                                                                 |                        |
| 223 | 17  | "Irradiator (Iradiador)"                             | Michael Nankin    | Bradley Thompson & David Weddle                                                 | 8 de abril de 2010     |
| Langston investiga o assassinato de uma família e pensa que finalmente encontrou um suspeito para o Dr. Jekyll. Mas nem tudo é o que parece. |     |                                                      |                   |                                                                                 |                        |
| 224 | 18  | "Field Mice (Campo de Ratos)"                        | Brad Tanenbaum    | Story: Wallace Langham & Liz Vassey Teleplay: Naren Shankar & Jennifer N. Levin | 15 de abril de 2010    |
| Hogdes e Wendy levam um grupo de estudantes para uma demonstração em campo e decidem apresentar seu trabalho como algo mais atraente, no entanto terminam levando a excursão um pouco longe demais. |     |                                                      |                   |                                                                                 |                        |
| 225 | 19  | "World's End (Fim do Mundo)"                         | Alec Smight       | Evan Dunsky                                                                     | 22 de abril de 2010    |
| Catherine investiga o assassinato de um estudante na escola de sua filha e descobre que a vítima era conhecida por ser racista. As provas revelam que o adolescente foi morto antes que o seu corpo fosse jogado no sistema de drenagem e que sua morte pode estar ligada às atrocidades cometidas no passado. |     |                                                      |                   |                                                                                 |                        |
| 226 | 20  | "Take My Life, Please! (Tire minha vida,Por favor!)" | Martha Coolidge   | David Rambo & Dustin Lee Abraham                                                | 29 de abril de 2010    |
| Os CSIs investigam a morte de um comediante lendário que parece ter morrido em circunstâncias misteriosas; Langston e Sara tentam resolver o caso de um corpo achado baleado. |     |                                                      |                   |                                                                                 |                        |
| 227 | 21  | "Lost & Found (Perdido e Achado)"                    | Frank Waldeck     | Corinne Marrinan & Elizabeth Devine                                             | 6 de maio de 2010      |
| O desaparecimento de um homem e seus dois filhos há três anos é reinvestigado, quando o desaparecido é atingido por um carro, enquanto anda no deserto perto de onde sua família sumiu. As evidências revelam que uma mulher pode estar envolvida no caso. |     |                                                      |                   |                                                                                 |                        |
| 228 | 22  | "Doctor Who (Dr.Quem - Parte I)"                     | Jeffrey Hunt      | Tom Mularz                                                                      | 13 de maio de 2010     |
| Uma repórter que cobria os assassinatos seriais do Dr. Jekyll é estrangulada até a morte e o marido dela acusa Ray do crime de das outras mortes no passado, que sua esposa investigou. Ray diz que é inocente, mas Catherine o retira do caso. |     |                                                      |                   |                                                                                 |                        |
| 229 | 23  | "Meat Jekyll (Carne de Jekyll - Parte II)"           | Alec Smight       | Story: Naren Shankar Teleplay: Evan Dunsky                                      | 20 de maio de 2010     |
| A 10ª temporada termina com a equipe CSI tentando capturar o serial killer Dr. Jekyll com a ajuda de outro assassino em série, Nate Haskell (Bill Irwin). A caçada mostra-se extremamente perigosa, com a vida de mais de um CSI em perigo. |     |                                                      |                   |                                                                                 |                        |

## Ligações Externas
- http://www.amazon.com/C-S-I-Crime-Scene-Investigation-Season-10